# Rybka
Rybka är ett av världens starkaste schackdatorprogram, utvecklat av IM Vasik Rajlich. Dess Elo-rating är  3231. Det finns också en variant särskild lämpad för datorer med flera processorer, kallad Deep Rybka. Både Rybka och Deep Rybka levereras för 32- såväl som 64-bitarsarkitektur. Programmets versionsnummer är för närvarande 4.0 (2010-05-26).
Det finns ett par program/schackmotorer med högre rating, till exempel Houdini.